# Апалачикола (река)
Апалачикола (на английски: Apalachicola River) е река, дълга около 180 km в щата Флорида, САЩ.
Тази река образува голям водосборен басейн известен като Речен басейн АЧФ (Апалачикола – Чатахучи – Флинт), чиято площ е около 50 505 km2 в района на Мексиканския залив. Разстоянието до най-горната част на речните извори в североизточната част на Джорджия е 800 km. Името на реката идва от племето апалачикола, което е живяло по поречието на реката.
Реката изтича от преградната стена на язовира „Джим Удроуф“, в близост до град Чатахучи, щата Флорида, на около 97 km североизточно от Панама Сити, в който се вливат реките Флинт (лява съставяща, 554 km) и Чатахучи (дясна съставяща, 692 km). Действителното сливане на тези реки е в езерото Семиноли, формирайки язовира Джим Удроуф. Оттук Апалачикола тече на юг през горна Флорида, минавайки близо до Бристол. В северната част на окръг Гълф от запад в нея се влива река Чипола (149 km). Апалачикола се влива в залива Апалачикола на Мексиканския залив. Долната част (48 km) от реката преминава сред обширни блата и влажни зони.
Във водосборния басейн виреят национално значими гори с високо ниво на биологично разнообразие – на изток от река Мисисипи, конкуриращи се с тези на Грейт Смоуки Маунтънс. В него има значителни зони с умерени листопадни гори, както и дълголистни борови гори. В наводнените райони има значителни участъци на влажни гори. Всички тези югоизточни видове гори са били опустошени между 1880 и 1920 г. Застрашените видове дървета като Флорида Торея са емблематични за региона, растат по гористите склонове и скали в щатския парк Торея, който се намира по протежение на източния бряг на реката. Най-високата точка на басейна е Блъд Маунтин (1359 m), която се намира в близост до изворите на река Чатахучи.
Мястото, където реката се влива в Мексиканския залив, е обширна влажна зона с различна соленост на водата. Над 200 000 акра от тази влажна зона около делтата са включени в Национален резерват за изследвания на естуара на Апалачикола. В него има дюни, крайбрежни ливади и низини.
Басейнът на река Апалачикола е известен с нейния пчелен мед, който е с високо качество и който се произвежда най-вече от цвета на дърветата тупело. В добра ползотворна година меда тупело носи на пчеларите доход от 900 000 щатски долара всяка пролет.
По време на британския колониален период във Флорида реката образува границата между Източна и Западна Флорида.
Геоложки реката се намира между крайбрежната низина и Апалачите. По време на последния ледников период вероятно е осигурила маршрут на дърветата, за да се движат на юг от Апалачите, за да избегнат северния студ.
Някои от останалите важни места на природни местообитания по поречието на реката са Aпалачикола Нешънъл Форест, Торея щатски парк, Тейт Хел Нешънъл Форест, които защитават дивата природа и околната среда на Апалачикола, както и Управлението на водните ресурси на региона. Басейнът на реката е от национално значение и е също толкова значителен като Евърглейдс или Грейт Смоуки Маунтъпс.